# 嘎拉错
嘎拉错位于中国西藏自治区日喀则市康马县嘎拉乡境内，地处康马县西南部。湖面海拔4418米，面积26.6平方公里。湖滨多沼泽。20世纪70年代以后已演变为时令湖。湖区年均气温2～4℃左右，年均降水量200～300毫米。。省道204经过湖东岸。